# Vindicator (cómic)
Vindicator (Heather Hudson) es una superheroína Canadiense que aparece en los cómics estadounidenses publicados por Marvel Comics. Tras la aparente muerte de James Hudson, Heather Hudson se convirtió en la líder de Alpha Flight y tomó el manto de Vindicator, que también fue utilizado originalmente por el marido de Heather, aunque finalmente se decide por el nombre Guardián. Eventualmente tomó el manto de Guardián de su esposo, hasta que más tarde retomó el nombre en clave Vindicator.

## Historia de publicación
Heather Hudson apareció por primera vez en Uncanny X-Men #139 (Nov 1980), y fue creado por Chris Claremont y John Byrne.

## Biografía del personaje ficticio
Heather nació en Calgary, Alberta, Canadá. Ella era originalmente una secretaria en la empresa Amcam, donde se enamoró de James MacDonald Hudson. Después de que él le había robado el traje de poder para evitar que sea utilizado como un arma militar, Heather descubrió su secreto y decidió compartirlo con él. Poco después se casaron.
Heather apoyó a su marido en la formación del Departamento H y su conversión en un superhéroe. Ella también ayudó a Wolverine en un tiempo de angustia antes de su carrera en la Patrulla X, y más tarde se reunió con él.
Después de que se disolvió el Departamento H, Heather juntó a los miembros del Alpha Flight disuelto para combatir a Tundra de las Grandes Bestias. Con esta iniciativa creando un éxito espectacular, el equipo decidió seguir operando a Alpha Flight como un grupo independiente. Antes de que Alpha Flight esté de nuevo juntos por mucho tiempo, Heather presenció la aparente muerte de James Hudson. Luego fue herida tratando de rescatar a un niño de un extraterrestre Plodex.
A Heather le piden los miembros de Alpha Flight que se hagan cargo del liderazgo del equipo cuando su marido James, el líder de Alpha Flight, es aparentemente asesinado. Ella acepta, aunque inicialmente lidera meramente como no combatiente. Ella lideró a Alpha Flight en una misión con la Patrulla X, y fue transformada temporalmente por el místico Fuego de la Montaña. Esto la convierte en un estado que Loki se refiere como un "semidiós". Ella ha incrementado sus habilidades de liderazgo, junto con los poderes vagos que la pusieron por encima de todos los demás humanos. Pero rechaza estos poderes cuando todos los involucrados descubren que vendría a costa de la creatividad de la humanidad y de la vida de alguien mágico, como sus dos amigos Shaman y Ave de Nieve. Estaba brevemente "reunida" con lo que ella pensaba que era James Hudson, pero que realmente resultó ser un impostor - el robot Delphine Courtney. Su cuerpo fue distorsionado temporalmente por Mutador, y luego fue capturada por Deadly Ernest.
Con el tiempo, estos encuentros peligrosos llevaron a Heather a adoptar una copia del traje de batalla de su marido. A través de una amplia formación con Lobezno, Heather es capaz de mantenerse firme en una batalla. Heather se unió a Lobezno contra Dama Mortal, y tomó el nombre Vindicator. Ella se quedó atrapada en la Tierra Salvaje, y formó a los nativos mutados en un equipo llamado Alpha Prima. Algún tiempo después, Heather se vio obligada a defender Alpha Flight en una audiencia parlamentaria.
Eventualmente su marido regresa y su traje se altera para manipular las fuerzas geotérmicas y toma el nombre Guardián. Poco después de eso, ella luchó contra los Cuatro Fantásticos.
Heather y James tienen un bebé (una niña que aún no tiene nombre) y viajan con su hija y otros miembros de Alpha Flight para devolver una nidada de huevos Plodex a su mundo natal. Además, un accidente trae copias temporales de la mayoría de los Alpha Flight originales - de un tiempo antes de la "muerte" de su marido - al presente. Este grupo incluye una copia de Heather. Mientras que ella no es miembro, este "nuevo" grupo está activo como Alpha Flight, mientras que los originales están ayudando a reconstruir el mundo natal Plodex.
Alpha Flight (el equipo formado por Sasquatch, Guardián, Vindicator, Chamán, Mayor Hoja de Arce II, y ambos Pucks) son brutalmente atacados por un nuevo villano "el Colectivo". Son asesinados y sus cuerpos quedan en el Territorio del Yukón como el Colectivo continúa hacia los Estados Unidos.
Durante la historia de Guerra de Caos, Vindicator (junto a Guardián, Chamán, y Marrina Smallwood) están entre los héroes que regresan de entre los muertos después de lo que le pasó a los reinos de la muerte. Al reunirse con Aurora, Estrella del Norte, Sasquatch, y Ave de Nieve, Alpha Flight vuelve a reunirse para luchar contra las Grandes Bestias.
Durante la historia de Fear Itself, Vindicator ayudó a Alpha Flight a luchar con Attuma en forma de Nerkodd: Destructor de Océanos. Cuando Alpha Flight regresa a su cuartel general, son traicionados por Gary Cody y su Partido de la Unidad recién elegido. Vindicator se pone del lado de Cody. Se demuestra que seis semanas antes, Guardián y Vindicator no pudieron recuperar la custodia de su hija. Mientras que trae a Guardián a las Unidades de Caja para ser recluido, Vindicator es emboscada por Puck que noquea a Vindicator. Después de recuperar a su hija Claire de su primo, Vindicator reúne a Alpha Strike (que consiste en Persuasión, Ranark, un Wendigo, y un Ciudadela con el cerebro lavado) para difundir el programa de la Unidad y acabar con Alpha Flight. Más tarde se reveló que Vindicator y el Departamento H en realidad habían caído bajo el control mental del Amo del Mundo. Mientras estaba en una playa en Ontario con Claire, Vindicator es visitada por Lobezno que afirma que la gente en los Estados Unidos están empezando a preocuparse por las acciones del Partido de la Unidad, y cuando vio a Vindicator llamar al resto de los traidores de Alpha Flight Lobezno decidió investigar. Vindicator entonces acompaña a Alpha Strike a atacar a Alpha Flight, Supervisor, y Lobezno. Vindicator lucha con Guardián, que intenta llegar hasta Vindicator afirmando que el Amo del Mundo la está controlando. Al final de la serie Alpha Flight, Vindicator (todavía bajo la influencia del Amo) ayudó a Alpha Flight contra Alpha Strike y luego el Amo del Mundo intenta matar a su hija Claire. Fue asesinado por Alpha Flight pero Vindicator escapa con Claire. Después de que el Partido de la Unidad es abolido, Vindicator con su hija Claire deja Canadá.

## Poderes y habilidades
Anteriormente, Vindicator llevaba el traje de Guardián. En la actualidad, el traje de Heather, que ella empleó por primera vez en Alpha Flight vol .2, se nutre de una fuente diferente para su poder. En lugar de manipular energías electromagnéticas, este traje permite a su portador controlar la energía geotérmica, lo que le permite a Heather derretir la roca y manipular la lava resultante, crear chorros de lava, crear chorros calientes y fríos de agua, incluyendo chorros de vapor y aerosoles refrigerantes de agua. El traje puede absorber el calor en sus celdas de energía, proporciona a su portador con un campo de fuerza personal, y permite hazañas de super-fuerza y súper velocidad.
Heather es una maestra estratega de combate, y recibió entrenamiento de combate en combate cuerpo a cuerpo de Puck y Lobezno.

## Otras versiones

### Exiles
Una versión afrocanadiense de Heather Hudson, que sirvió como su versión de Alpha Flight de Sasquatch, fue miembro de los Exiles, reclutada en contra de su voluntad para reemplazar un Ave de Trueno con daño cerebral por el Timebroker. Una científica y médica brillante, se convirtió en Sasquatch después de haber sido expuesta accidentalmente a rayos gamma. Fue reclutada para Alpha Flight como músculo y médico del equipo, y poco después conoció a Wolverine cuando lo encontraron vagando por el desierto después de escapar de las instalaciones de Arma X. Heather restauró con éxito a Wolverine a la cordura, y los dos se enamoraron y se casaron. Dos años después, Arma X activó un disparador oculto en la mente de Wolverine, lo que obligó a Heather a matarlo cuando se enfureció. Después de años de luto, se volvió a casar con el comandante de Alpha Flight, James Hudson, quien la había consolado en su dolor.

### Ultimate Marvel
Heather Hudson también aparece como la esposa sin poderes de James Hudson, quien fue presentada por Lobezno, y es la madre adoptiva de James Hudson Jr., el hijo de Lobezno.

## En otros medios

### Televisión
- Heather Hudson aparece en X-Men episodio "Repo Man" con la voz de Rebecca Jenkins.[30]

### Videojuegos
- Heather aparece en su personaje de Vindicator en X-Men Legends II,[31] con la voz de Marsha Clark.